# 塩谷惟守
塩谷 惟守（しおのや これもり）は、鎌倉初期の下野国塩谷郡の武将。

## 事績
塩谷惟広の嫡男として生まれる。本家である塩谷氏が藤原系の朝業によって継承され、源姓塩谷氏の血筋は惟広やその子惟守によって守られてきたが、建保元年（1213年）の和田合戦において和田義盛に組して討死する。この戦い以降、源姓塩谷氏の勢力は鎌倉での地位を失い、急速に衰退していく。

## 参考資料
- 『喜連川町史』